# Rockabye
„Rockabye” – singel brytyjskiego zespołu Clean Bandit, w którym gościnnie wystąpił jamajski piosenkarz dancehall Sean Paul i brytyjska piosenkarka Anne-Marie. Twórcami tekstu utworu są Jack Patterson, Steve Mac, Ammar Malik, Ina Wroldsen i Sean Paul Henriques, natomiast jego produkcją zajęli się Jack Patterson, Steve Mac oraz Mark Ralph. 
23 grudnia 2016 roku stał się świątecznym „numerem 1” (szósty tydzień z rzędu) w notowaniu UK Singles Chart. Jest to pierwszy w historii notowania bożonarodzeniowy hit, który osiągnął szczyt notowania przed świętami.

## Teledysk
Teledysk do singla został wyreżyserowany przez Grace Chatto i Jacka Pattersona, a jego premiera odbyła się 21 października 2016 roku.

## Lista utworów
- Digital download

1. „Rockabye” – 4:11

- CD single

1. „Rockabye” – 4:11
2. „Rockabye” (Thomas Rasmus Chill Mix) – 3:38

- Digital download – Remixes

1. „Rockabye” (Jack Wins Remix) – 5:05
2. „Rockabye” (End of the World Remix) – 2:54
3. „Rockabye” (Elderbrook Remix) – 3:28
4. „Rockabye” (Thomas Rasmus Chill Mix) – 3:38

## Notowania
| Lista przebojów (2016-17)                 | Najwyższa pozycja |
| ----------------------------------------- | ----------------- |
| Australia (ARIA Charts)                   | 1                 |
| Austria (Ö3 Austria Top 40)               | 1                 |
| Belgia (Ultratop Flandria)                | 2                 |
| Belgia (Ultratop Walonia)                 | 1                 |
| Czechy (Rádio Top 100)                    | 1                 |
| Dania (Tracklisten)                       | 1                 |
| Finlandia (Suomen virallinen lista)       | 1                 |
| Francja (SNEP)                            | 4                 |
| Hiszpania (PROMUSICAE)                    | 7                 |
| Holandia (Single Top 100)                 | 1                 |
| Irlandia (IRMA)                           | 1                 |
| Izrael (Media Forest)                     | 1                 |
| Liban (Lebanese Top 20)                   | 1                 |
| Niemcy (Media Control Charts)             | 1                 |
| Norwegia (VG-Lista)                       | 2                 |
| Nowa Zelandia (Recorded Music NZ)         | 1                 |
| Polska (AirPlay – Top)                    | 4                 |
| Rumunia (Airplay 100)                     | 3                 |
| Słowacja (Singles Digitál Top 100)        | 1                 |
| Słowenia (SloTop50)                       | 1                 |
| Stany Zjednoczone (Hot 100)               | 32                |
| Szwajcaria (Schweizer Hitparade)          | 1                 |
| Szwecja (Sverigetopplistan)               | 1                 |
| Węgry (Single Top 40)                     | 3                 |
| Wielka Brytania (Official Charts Company) | 1                 |
| Włochy (FIMI)                             | 1                 |

| Kraj                              | Certyfikat          | Sprzedaż |
| --------------------------------- | ------------------- | -------- |
| Australia (ARIA)                  | platynowa płyta     | 70 000+  |
| Kanada (Music Canada)             | złota płyta         | 40 000+  |
| Nowa Zelandia (Recorded Music NZ) | złota płyta         | 15 000+  |
| Polska (ZPAV)                     | 3x diamentowa płyta | 300 000+ |
| Wielka Brytania (BPI)             | platynowa płyta     | 600 000+ |
| Włochy (FIMI)                     | złota płyta         | 25 000+  |